# Малая Шанга
Малая Шанга — река в России, протекает в Шарьинском районе Костромской области. Устье реки находится в 527 км по левому берегу реки Ветлуги. Длина реки составляет 24 км, площадь водосборного бассейна 83,2 км².
Исток реки находится в лесах в 16 км к северо-востоку от Шарьи. Река течёт на запад, близ реки расположены деревни Забегалиха, Бутырки, Выползово, Павлово. Впадает в Ветлугу в 9 км к северо-западу от Шарьи.

## Данные водного реестра
По данным государственного водного реестра России относится к Верхневолжскому бассейновому округу, водохозяйственный участок реки — Ветлуга от истока до города Ветлуга, речной подбассейн реки — Волга от впадения Оки до Куйбышевского водохранилища (без бассейна Суры). Речной бассейн реки — (Верхняя) Волга до Куйбышевского водохранилища (без бассейна Оки).
По данным геоинформационной системы водохозяйственного районирования территории РФ, подготовленной Федеральным агентством водных ресурсов:
- Код водного объекта в государственном водном реестре — 08010400112110000041752
- Код по гидрологической изученности (ГИ) — 110004175
- Код бассейна — 08.01.04.001
- Номер тома по ГИ — 10
- Выпуск по ГИ — 0